# She-Devils
She-Devils es un grupo punk formado en 1995 en Banfield, Argentina. Está integrado por Patricia Pietrafesa (voz y bajo), Pilar Arrese (guitarra) e Inés Laurencena (batería). Además, las integrantes forman paralelamente la agrupación de queer y cumbia techno, Kumbia Queers, desde 2007.

## Historia
La banda se formó en diciembre de 1995, con Patricia Pietrafesa como líder, exmiembro de Cadáveres de Niños, grupo musical que compartió con el cantante Marcelo Pocavida. El nombre She-Devils alude a la película de 1968 She-Devils on Wheels de Herschell Gordon Lewis, sobre una pandilla de mujeres motociclistas.Sus trabajos discográficos iniciaron con grabaciones caseras de estilo experimental.
Em 1997 año lanzaron El aborto ilegal asesina mi libertad, EP split de 7" editado por el sello Ugly Records.Se trató de un álbum temático dedicado al activismo por la legalización del aborto y un proyecto en conjunto con Carlos Rodríguez, cantante de Fun People. Estaba orientado a difundir información sobre el tema y lograr el debate público en torno al mismo. La tapa del disco contenía un manual para realizar un aborto de forma casera y estaba diseñado para que sea apto para fotocopiar y difundir. Esta pieza se pensó como primera de una serie de trabajos discográficos con contenido informativo sobre diferentes libertades individuales. Los subsiguientes estaban planeados para abordar temas como el consumo de sustancias ilegales, la orientación sexual y la autonomía corporal.
Ese mismo año la banda organizó el festival de música Belladona que nucleó propuestas artísticas independientes y priorizaba difundir proyectos liderados e integrados por mujeres, en el afán de «romper con la misoginia y el sexismo no sólo en la música sino en todas las formas de expresión.» Participaron artistas reconocidas como Mujercitas Terror y Paula Maffía. Las ediciones de Belladona continuaron realizándose hasta mediados de la década de los 2000; incluyeron actividades autogestivas y de contracultura como ferias, tarot, charlas, muestras de arte, talleres, y estuvieron vinculadas al activismo de la Asociación de Travestis Argentinas.
Cristian Aldana (músico integrante de El Otro Yo) se involucró como productor de su primer álbum de estudio La piel dura, de 2001. En su mensaje muestran todo su malestar con lo que los rodea, aunque si bien la ideología anarquista y del Hazlo tú mismo sobrevuela permanentemente su trabajo, prefieren no politizar su música y simplemente dicen lo que sienten. En 2004 Inés Laurencena reemplazó a Lucio Adamo en batería, y lanzaron el maxisencillo "Ninguna línea recta, ningún camino fácil". En la mayoría de las composiciones de la agrupación se encuentran temas relacionados con el feminismo, derechos LGBT, derechos de los animales, la no violencia. Fue una de las pocas bandas punk argentina femeninas de la época.

## Discografía

### Discos
- 2000 - La Piel Dura - (Besotico records)
- 2007 - Horario Invertido (Grrr! Records)

### EP
- 1997 - GRRrrrrrr!!! - casete (Grrr! Records)
- 1998 - Aunque te sientas sola - casete (Grrr! Records)
- 1998 - SHE DEVILS live & dead - casete (Grrr! Records)
- 2003 - Ninguna línea recta, ningún camino fácil CD (Grrr! Records)

### Splits
- 1997 - El aborto ilegal asesina mi libertad - vinilo 7" y CD SHE DEVILS/FUN PEOPLE (Ugly Records)
- 1999 - Covermanias - casete SHE DEVILS/HATING HATE (Grrr! Records)
- 2000 - Let it punk - casete SHE DEVILS/SRTA POLYESTER (Grrr! Records)
- 2004 - SHE-DEVILS vs. BRAINERDS - CD (Rastrillo Records)

### Apariciones en compilados
- 2000 - Mastica! (Deskicia)
- 2000 - Perversos, desviados e invertidos (Sebo records)
- 2002 - Belladona - CD (Grrr! Records)
- 2003 - Tributo a The Ramones (De La Fae Records)
- 2003 - Tributo a los Violadores
- 2005 - Ya tengo esos simples yo! (Ugly Records)
- 2007 - Here Aren't The Sonics